# Konak (Baklan)
Konak (früher Meler) ist ein Dorf im Landkreis Baklan der türkischen Provinz Denizli. Konak liegt etwa 75 km nordöstlich der Provinzhauptstadt Denizli und 8 km nordwestlich von Baklan. Konak hatte laut der letzten Volkszählung 412 Einwohner (Stand Ende Dezember 2010).